# 光岳
光岳（てかりだけ）は赤石山脈（南アルプス）南部の標高2,592 mの山である。日本百名山に選定されている。

## 概要
富士山南斜面の同じ標高の地点(富士宮口六合目付近)よりも緯度にしてわずか10 秒、距離に換算して300 mほど南に位置し、2,500 mを超える山としては日本の最南端にある。国内には光岳より南にそれより高い地点はない。山頂部がわずかに森林限界を超えており、ハイマツおよび高山帯植生の分布の南限（ハイマツは世界最南端の自生地）及びライチョウの生息地の南限に当たることでも知られている。山の上部は、南アルプス国立公園内に指定されていて、その最南端の山である。南東部のツガなどの針葉樹林帯は1976年（昭和51年）3月22日に環境省により、「大井川源流部原生林自然環境保全地域」に指定されている。山頂のすぐ東には光小屋の山小屋があり、イザルガ岳との間のゼンジヶ原は二重稜線となっていて、周氷河地形の名残である窪地状の亀甲状土の地形が見られる。周辺ではシナノキンバイ、ハクサンフウロ、ホソバトリカブトなどの高山植物が見られる。光岩周辺では、チョウノスケソウや南アルプスの固有種であるミヤマムラサキなどの群生地がある。

## 山名の由来
井川村史では、「三隅嶽ハ安倍、榛原、下伊那三群ノ間ニ有リ」と記され、かつては「三隅嶽」と呼ばれていた。
山頂の南西直下に遠州側から遠望した時に夕日に照らされて白く光って見える光岩（てかりいわ）と呼ばれる石灰岩の岩峰があり、これが山名の由来である。明治期に陸地測量部測量官が名付けた。

## 登山
日本山岳会の高頭仁兵衛らが赤石岳から縦走した際に、その山行記録の「山岳」第五年第一号でこの山名を三隅嶽と記した。旧制静岡高等学校山岳部がゼンジヶ原の東端で野営したことを記念に、その場所が「静高平」と名付けられた。1930年に、田中喜左右衛門ろ工藤英司らが、榎田雄作らのガイドと共に大井川の支流のリンチョウ沢を初遡行した、その源流が「雄作沢」と名付けられた。1952年夏に深田久弥 が、友人と二人で易老渡から登頂した。

### 登山ルート

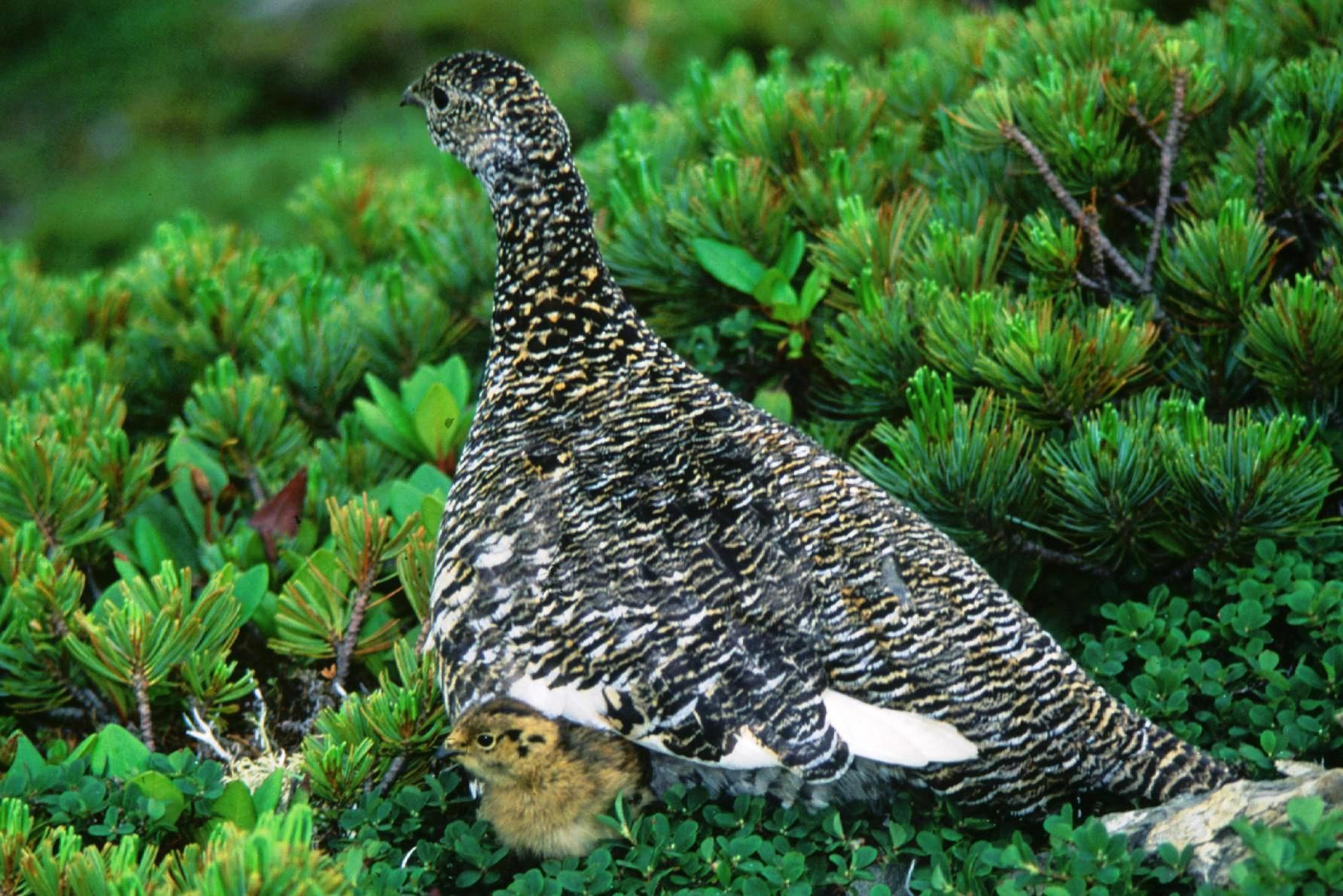
イザルヶ岳から光岳にかけてのハイマツ帯にはライチョウが生息し、その南限となっている

登山道は聖岳・茶臼岳方面から南アルプスの主縦走路が山頂を通過して寸又川源流の登山口（柴沢吊り橋）に至る。長野県側（旧南信濃村）の易老渡（いろうど）から易老岳を経て登頂するルートや、静岡県側の寸又峡温泉から上記の柴沢吊り橋を経て登頂するルートなどがある。ただし、寸又峡温泉から登る場合は寸又川左岸林道を10時間（約40km）ほど歩かなければならない。また、崩壊も進んでいる。山頂は樹林に覆われていて、展望はよくない。南アルプス南部の奥深い位置にあり、北岳周辺の北部の山と比べ訪れる人は少なく、日本百名山踏破の最後の山とする人もいる。登山道でニホンカモシカやニホンジカが見られることがある。
- 易老渡からのルート

易老渡 - 面平 - 易老岳 - 三吉平 - ゼンジヶ原（イザルガ岳） - 光小屋 - 光岳
- 寸又峡温泉からのルート

寸又峡温泉 - 寸又川左岸林道 - 柴沢吊橋 - 百俣沢ノ頭 - 光岳
- 南アルプス縦走路

各登山口より - 聖岳 - 聖平 - 南岳 - 上河内岳 - 御花畑 - 茶臼小屋分岐 - 茶臼岳 - 仁田池 - 希望峰（仁田岳分岐） - 易老岳 - 三吉平 - ゼンジヶ原（イザルヶ岳） - 光小屋 - 光岳 - 池口岳（上級者向け難路）など各方面
易老岳・三吉平とゼンジヶ原との間には旧制静岡高等学校山岳部の登頂に由来する静高平があり花畑や水場が登山者に親しまれている。

### 周辺の山小屋

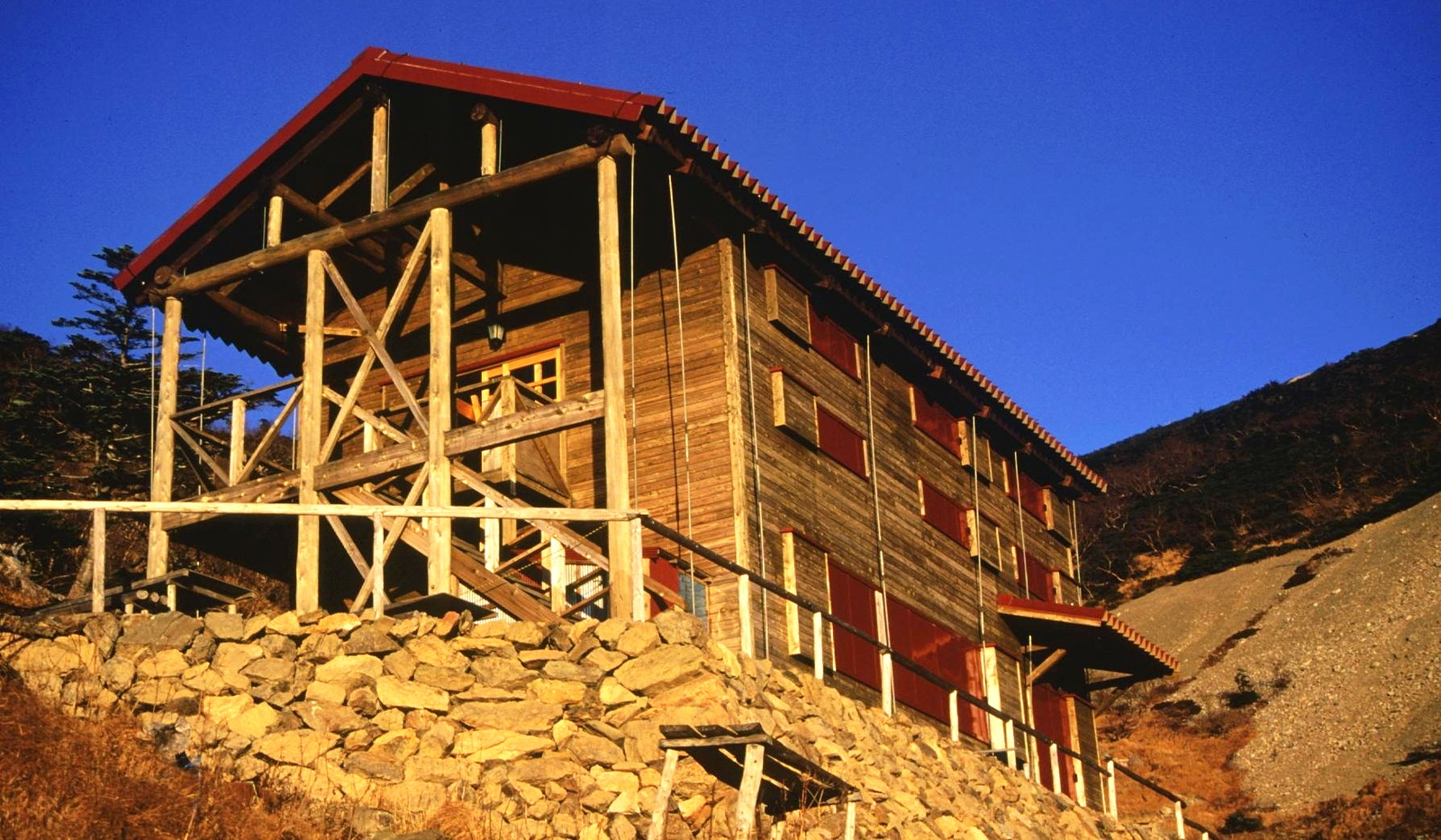
茶臼岳の北東下にある茶臼小屋

静岡登山口や稜線上には、山小屋とキャンプ指定地がある。登山シーズン中の一部の期間に有人の営業を行っている。最寄りの山小屋は光小屋で、キャンプ指定地が併設されている。1966年に開設され、1998年に3代目の新しい2階建ての小屋となった。食事提供は、全員50歳以上かつ3名以下のグループで、午後3時までに手続きを行った登山者に対してのみ行うというユニークな条件を設定している。南アルプス国立公園内であり、キャンプ指定地を除き、全山幕営禁止となっている。営業期間外は、避難小屋として一部が開放されている。
| 名称     | 所在地                   | 標高 (m) | 光岳からの 方角と距離 (km) | 収容 人数 | キャンプ 指定地 | 備考                           |
| -------- | ------------------------ | -------- | -------------------------- | --------- | --------------- | ------------------------------ |
| 茶臼小屋 | 茶臼岳北東下             | 2,400    | 北東 6.7                   | 60        | テント45張      | 静岡県営                       |
| 聖光小屋 | 便ヶ島                   | 970      | 北 5.2                     | 24        | テント40張      | 長野県側の聖岳登山口           |
| 光小屋   | イザルガ岳と光岳との鞍部 | 2,510    | 東 0.5                     | 40        | テント8張       | 1998年にリニューアル、静岡県営 |

### 水場
- 静高平の北端の水場 - 晴天時涸れることが多い
- 光小屋の南のガレ場の下部

### 登山口までのアクセス
長野県側（便ヶ島）
- 公共交通機関利用の場合、聖岳登山口の便ヶ島近くには、公共交通機関がない。JR飯田線の飯田駅か平岡駅で下車して、タクシーを利用するか、そこから路線バスに乗り換えた後に、タクシーを利用することとなる。
- 自家用車利用の場合、飯田市内から長野県道251号・三遠南信道矢筈トンネル・国道152号（上村・程野まわり）または長野県道1号・国道418号（天龍村・平岡まわり）を利用して遠山郷に入る。聖光小屋と光岳登山口の易老渡（いろうど）に、登山者専用の駐車場がある。

静岡県側（畑薙第一ダム）
- 公共交通機関利用の場合、静岡駅から、畑薙第一ダム行きのバスが利用できる。
- 自家用車利用の場合、東京側からは新東名高速道路新静岡インターチェンジが、名古屋側からは島田金谷インターチェンジが、それぞれ最寄りのインターである。どちらからアクセスする場合も狭隘な山道を長く走ることになり、かつ落石や土砂崩れで通行止めになることもあるなど非常に厳しい条件のルートである。畑薙第一ダムの先、沼平にゲートがあり、その先の東俣林道には、一般車両は乗り入れることができないため、指定の場所に駐車する。沼平から約2.5km先の畑薙大吊橋を渡って茶臼岳方面へのルートが登山ルートとなる。

## 地理
赤石山脈南部の主稜線上にある。山頂から東約1.2 kmにはイザルヶ岳（2,540 m）がある。山頂から西約2.7 kmには加加森山（2,419 m）がある。

### 周辺の山

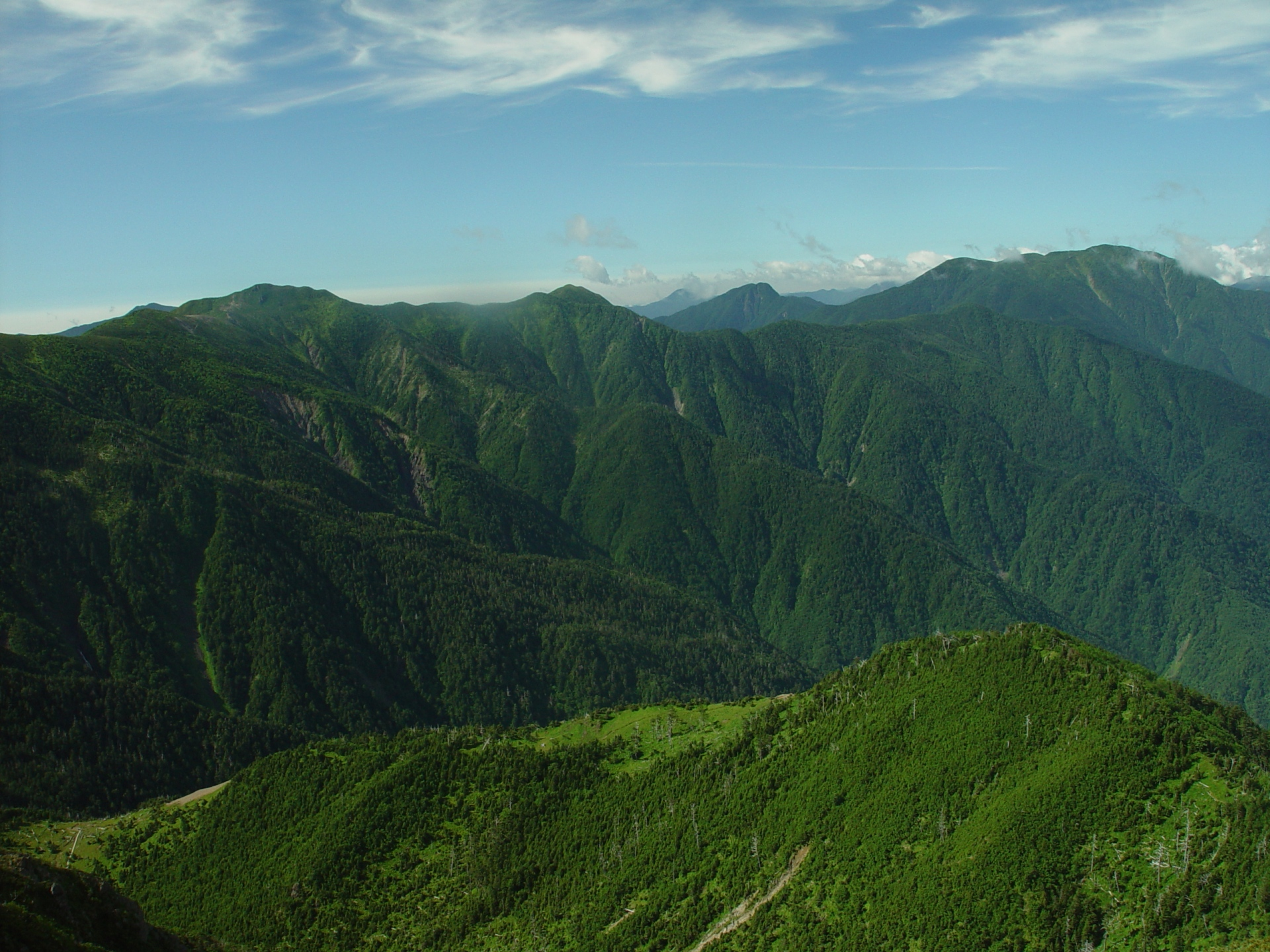
聖岳から望む光岳周辺の赤石山脈の稜線

| 山容                                     | 名称     | 標高 (m) | 三角点等級 基準点名 | 光岳からの 方角と距離(km) | 備考                |
| ---------------------------------------- | -------- | -------- | ------------------- | ------------------------- | ------------------- |
| 南岳から望む聖岳（1996年11月16日）       | 聖岳     | 3,013    |                     | 北東 10.6                 | 日本百名山          |
| 茶臼岳から望む上河内岳（2003年11月22日） | 上河内岳 | 2,802.95 | 二等 「上河内岳」   | 北東 8.5                  | 日本二百名山        |
| 上河内岳から望む茶臼岳（2003年11月22日） | 茶臼岳   | 2,604    |                     | 北東 6.2                  | 日本三百名山        |
| 茶臼岳から望む光岳（1996年11月17日）     | 光岳     | 2,591.06 | 三等 「光岳」       | 0                         | 光小屋 日本百名山   |
| 光岳から望む池口岳（2007年7月29日）      | 池口岳   | 2,392    |                     | 西 4.2                    | 双耳峰 日本二百名山 |
| 聖岳から望む大無間山（2014年7月26日）    | 大無間山 | 2,329.34 | 一等 「大無間山」   | 南東 11.5                 | 日本二百名山        |

### 源流の河川
太平洋へと流れる以下の河川の源流部にある。
- 易老沢　（天竜川水系である遠山川の支流）
- 信濃俣河内、寸又川　（大井川の支流）

## 光岳の風景と展望
|                           |                               |                             |                               |
| 聖岳から望む 冠雪した光岳 | 上河内岳から望む 茶臼岳と光岳 | 小聖岳から望む 光岳と池口岳 | 聖岳から望む 光岳の周辺の山々 |

## テレビ番組
- 『自然のアルバム　南アルプス　光岳山麓』　NHK総合テレビジョン、 1982年1月31日放送[16]
- 『日本百名山　光岳』　NHK衛星第2テレビジョン、 1994年12月13日放送[17]